# لپتاکتینا دنسیفلورا
لپتاکتینا دنسیفلورا (نام علمی: Leptactina densiflora) نام یک گونه از تیره روناسیان است.